# The Slim Shady LP
The Slim Shady LP je druhé studiové a zároveň debutové album u major labelu amerického rappera Eminema. Bylo vydáno 23. února 1999 u nahrávacích společností Web Entertainment, Aftermath Entertainment a Interscope Records.
Většina textů na albu je tvořena a podána z pohledu Eminemova alter ega jménem Slim Shady, jehož charakter vznikl roku 1997 na The Slim Shady EP. V textech je obsaženo mnoho násilí a vulgarismů.
Hudební magazín Rolling Stone klasifikoval album jako 275. nejlepší album všech dob ve svém žebříčku „500. nejlepších alb všech dob“.

## O Albu

### Pozadí
Roku 1996, jako tehdy neznámý rapper, nahrál Eminem u detroitského nezávislého labelu Web Entertainment album Infinite. To se setkalo jen s minimálním úspěchem, nicméně podnítilo jeho píli a agresivitu ve stylu podání. Právě neúspěch alba vedl ke vzniku alter ega jménem Slim Shady. Roku 1997 nahrál EP The Slim Shady EP. Posléze byl však vystěhován ze svého příbytku v chudinské části Detroitu, kde žil se svou přítelkyní a právě narozenou dcerou. Odstěhoval se do Los Angeles, kde se účastnil Rapové olympiády, tedy battle soutěže. Umístil se na druhém místě a všiml si ho vyhledávač talentů od Interscope Records, který poté přehrál vedení společnosti jeho EP, které ho přivedlo pod Aftermath Entertainment a Interscope Records.

### Nahrávání
Samotné práce na albu začaly roku 1997 ve studiu Studio 8 ve městě Ferndale v Michiganu. Nahrávání řídil hudební producent, rapper a šéf Aftermath Ent. Dr. Dre, kterého Eminem velmi obdivoval. První setkání probíhala tak, že Eminem rapoval freestyle na Dreho beaty. Často byl prý pod vlivem extáze.
Během prvního dne nahrávání materiálu pro album zvládli dokončit čtyři písně. „My Name Is“ byla hotová za pouhou hodinu. Další z toho dne byla „Role Model“. Rapovou spolupráci si vyzkoušeli na písni „Guilty Conscience“.
Píseň „'97 Bonnie & Clyde“, byla znovu nahrána dle verze z The Slim Shady EP, obsahuje však i úpravy. Na albu se objevily také podobné koncepty z písní z EP s názvy „If I Had...“ a „Just Don't Give a Fuck“.

### Texty
Texty na albu jsou z většiny vedeny z perspektivy alter ega Slim Shady. Vyznačují se zesměšňováním a násilností. Sám přirovnává svůj styl k filmovému žánru horror. Některé verše byly kritizovány pro jejich otevřenou nenávist k ženám.
„Guilty Conscience“ je konceptuální píseň, ve které jsou ukázány tři složité životní událostí a jedinci jsou konfrontování se svým svědomím, kdy Eminem je „ďábel“ (zlo) a Dr. Dre je „anděl“ (dobro).
V textu pro „'97 Bonnie & Clyde“ Eminem představuje svou dceru, která mu pomáhá zbavit se těla jeho zavražděné manželky. Jedná se o prolog k později zveřejněné písni „Kim“. Tento text psal s pocitem, že mu jeho přítelkyně odmítá právo vidět svou dceru.
Většina textů je myšlena s nadsázkou, ale například ten pro „Rock Bottom“ je myšlen vážně, kdy se snažil vyrovnat se životem v chudobě. Hlavní myšlenku vytvořil, když byl v mládí vyhozen z práce v den před narozeninami jeho dcery. Podobné téma je využito v písni „If I Had“, kde ukazuje jaké to je žít s minimálním příjmem.

### Produkce
Hudbu pro album složili převážně Bass Brothers a Dr. Dre, přidali se i Mel-Man a Eminem. Vyznačuje se silnou bassovou linkou a děsivými tóny. Beaty jsou z většiny řazeny k hudbě s West Coast zvukem.
Eminemovo podání je popisováno jako „nosovkové naříkání“ nebo „sarkastické až cynické rapování“. Znatelný je i středozápadní přízvuk.

## Po vydání

### Prodej
V první týden prodeje v USA se prodalo 283 000 kusů, tím debutovalo na druhé příčce žebříčku Billboard 200. V žebříčku se udrželo sto týdnů. Také se umístilo na první příčce žebříčku R&B/Hip Hop Albums. 5. dubna 1999 získalo album platinovou certifikaci od společnosti RIAA za milion prodaných kusů v USA. V listopadu 2000 bylo již 4× platinovým v USA.
V Kanadě se prodalo okolo 200 000 kusů, čímž získalo certifikaci 2× platinové album od společnosti CRIA. Ve Spojeném království také získalo certifikaci 2× platinové album.

### Singly
Prvním singlem z alba, byla píseň „My Name Is“ vydána v lednu 1999. Ta se umístila na 36. příčce US žebříčku Billboard Hot 100, jako nejúspěšnější z alba. Úspěch zaznamenala i v dalších zemích, jako například ve Spojeném království, kde obsadila druhou příčku.
Druhým singlem byla píseň „Role Model“, která se umístila na 111. příčce žebříčku Hot R&B/Hip-Hop Songs.
Třetím a posledním singlem byla píseň „Guilty Conscience“ (ft. Dr. Dre), která se vyšplhala na 56. příčku v Hot R&B/Hip-Hop Songs, ale také na 5. v UK Singles.

### Ocenění
Eminem za album získal dvě ceny Grammy, a to za nejlepší rapové album a nejlepší rapový sólo počin (za píseň „My Name Is“).
Za úspěšný prodej také od Interscope Records získal vlastní podlabel nazvaný Shady Records.

### Žaloby
Po vydání alba ho jeho matka Deborah Nelson zažalovala za údajnou pomluvu, že brala drogy, žádala deset milionů dolarů. Po dvouletém soudním procesu získala dvacet pět tisíc dolarů, z kterých po odečtení soudních nákladů získala necelé dva tisíce.
Roku 2001 ho zažaloval DeAngelo Bailey za údajnou pomluvu v písni „Brain Damage“, že byl školním rváčem. Žádal milion dolarů. Soudkyně však žalobu zamítla.
V roce 2003 ho žalovala sedmdesátiletá vdova Harlene Stein za to, že neoprávněně užil části písně „Pigs Go Home“ od jejího manžela Ronalda Steina. Žádala 5 % ze všech prodejů, ale neuspěla.

## Seznam skladeb
| Pořadí | Název                               | Hudba                 | Délka |
| ------ | ----------------------------------- | --------------------- | ----- |
| 1.     | Public Service Announcement (skit)  |                       | 0:33  |
| 2.     | My Name Is                          | Dr. Dre               | 4:28  |
| 3.     | Guilty Conscience (ft. Dr. Dre)     | Dr. Dre, Eminem       | 3:19  |
| 4.     | Brain Damage                        | Bass Brothers, Eminem | 3:46  |
| 5.     | Paul (skit)                         |                       | 0:15  |
| 6.     | If I Had                            | Bass Brothers, Eminem | 4:05  |
| 7.     | '97 Bonnie & Clyde                  | Bass Brothers, Eminem | 5:16  |
| 8.     | Bitch (skit)                        |                       | 0:19  |
| 9.     | Role Model                          | Dr. Dre, Mel-Man      | 3:25  |
| 10.    | Lounge (skit)                       |                       | 0:46  |
| 11.    | My Fault                            | Bass Brothers, Eminem | 4:01  |
| 12.    | Ken Kaniff (skit)                   |                       | 1:16  |
| 13.    | Cum on Everybody                    | Bass Brothers, Eminem | 3:39  |
| 14.    | Rock Bottom                         | Bass Brothers         | 3:34  |
| 15.    | Just Don't Give a Fuck              | Bass Brothers, Eminem | 4:02  |
| 16.    | Soap (skit)                         |                       | 0:34  |
| 17.    | As the World Turns                  | Bass Brothers, Eminem | 4:25  |
| 18.    | I'm Shady                           | Bass Brothers, Eminem | 3:31  |
| 19.    | Bad Meets Evil (ft. Royce da 5'9'') | Bass Brothers, Eminem | 4:13  |
| 20.    | Still Don't Give a Fuck             | Bass Brothers, Eminem | 4:12  |

## Samply
- „My Name Is“ obsahuje části písní „I Got The“ od Labi Siffre a „I Don't Love You“ od Millie Jackson.
- „Guilty Conscience“ obsahuje části písně „Go Home Pigs“ od Ronald Stein.
- „If I Had“ obsahuje části písně „Impeach the President“ od The Honey Drippers.
- „Cum on Everybody“ obsahuje části písně „Gimme What You Got“ od Le Pamplemouse.
- „Bad Meets Evil“ obsahuje části písní „Me & My Girlfriend“ od 2Pac a „Modaji“ od Dave Grusin.
- „Rock Bottom“ obsahuje části písně „Summertime“ od Big Brother and the Holding Company.
- „I'm Shady“ obsahuje části písní „Pusherman“ od Curtis Mayfield a „I'm Your Pusher“ od Ice-T.